# No I.D.
Ernest Dion Wilson, conhecido pelo seu nome artístico No I.D., é um produtor e DJ norte-americano de hip-hop e R&B. Actualmente, é o vice-presidente da editora discográfica Def Jam Recordings, conhecido ainda pelos seus trabalhos com artistas como Big Sean, Common, Kanye West, Jay-Z, Mariah Carey, Rihanna e Nas.